# Leichtathletik-NACAC-Meisterschaften 2022
| Medaillenspiegel | Medaillenspiegel               | Medaillenspiegel | Medaillenspiegel | Medaillenspiegel | Medaillenspiegel |
| Platz            | Land                           | Gold             | Silber           | Bronze           | Gesamt           |
| ---------------- | ------------------------------ | ---------------- | ---------------- | ---------------- | ---------------- |
| 1                | Vereinigte Staaten             | 29               | 22               | 12               | 63               |
| 2                | Jamaika                        | 6                | 9                | 9                | 24               |
| 3                | Kanada                         | 2                | 3                | 9                | 14               |
| 4                | Kuba                           | 2                | 1                | 3                | 6                |
| 5                | Guatemala                      | 2                |                  | 1                | 3                |
| 6                | Bahamas                        | 1                | 2                | 4                | 7                |
| 7                | Britische Jungferninseln       | 1                |                  |                  | 1                |
| 7                | Dominica                       | 1                |                  |                  | 1                |
| 9                | Trinidad und Tobago            |                  | 2                |                  | 2                |
| 10               | Bermuda                        |                  | 1                |                  | 1                |
| 10               | St. Vincent und die Grenadinen |                  | 1                |                  | 1                |
| 10               | Barbados                       |                  | 1                |                  | 1                |
| 13               | Mexiko                         |                  |                  | 1                | 1                |
| 13               | Niederländische Antillen       |                  |                  | 1                | 1                |
| 13               | Puerto Rico                    |                  |                  | 1                | 1                |

Die 4. Leichtathletik-NACAC-Meisterschaften fanden vom 19. bis 21. August 2022 in Freeport auf der Insel Grand Bahama statt. Ausrichter war die North American, Central American and Caribbean Athletic Association, Austragungsort der Grand Bahama Sports Complex.

## Regelwerk
Zugelassen für die Wettbewerbe waren grundsätzlich zwei Athleten je Land. Über 1500 m, 5000 m, 3000 m Hindernis und 20.000 m Bahngehen waren bis zu vier Athleten je Land zugelassen, allerdings wurden nur die zwei besten Athleten jedes Landes gewertet. Dies führte in zwei Fällen dazu, dass die Bronzemedaille an die jeweils viertplatzierte Athletin vergeben wurde.

## Ergebnisse

### Männer

#### 100 m
| Platz | Athlet                  | Land | Zeit (s) |
| ----- | ----------------------- | ---- | -------- |
| 1     | Ackeem Blake            | JAM  | 9,98 CR  |
| 2     | Kyree King              | USA  | 10,08    |
| 3     | Brandon Carnes          | USA  | 10,12    |
| 4     | Cejhae Greene           | ANT  | 10,17    |
| 5     | Rikkoi Brathwaite       | IVB  | 10,20    |
| 6     | Shainer Rengifo Montoya | CUB  | 10,30    |
| 7     | Oshane Bailey           | JAM  | 10,33    |
| 8     | Kuron Griffith          | BAR  | 10,50    |

Finale: 20. August
Wind: −0,4 m/s

#### 200 m
| Platz | Athlet          | Land | Zeit (s) |
| ----- | --------------- | ---- | -------- |
| 1     | Andrew Hudson   | JAM  | 19,87 CR |
| 2     | Kyree King      | USA  | 20,00    |
| 3     | Josephus Lyles  | USA  | 20,18    |
| 4     | Ian Kerr        | BAH  | 20,53    |
| 5     | Jazeel Murphy   | JAM  | 20,92    |
| 6     | Darion Skerritt | ANT  | 21,08    |
| 7     | Suresh Black    | BER  | 21,33    |
|       | Kyle Greaux     | TTO  | DNF      |

Finale: 21. August
Wind: +0,6 m/s

#### 400 m
| Platz | Athlet             | Land | Zeit (s) |
| ----- | ------------------ | ---- | -------- |
| 1     | Christopher Taylor | JAM  | 44,63 CR |
| 2     | Nathon Allen       | JAM  | 45,04    |
| 3     | Bryce Deadmon      | USA  | 45,06    |
| 4     | Asa Guevara        | TTO  | 46,26    |
| 5     | Aymeric Fermely    | GLP  | 46,69    |
| 6     | Kinard Rolle       | BAH  | 48,23    |
| 7     | Reinier Pintado    | CUB  | 49,09    |
| 8     | Allan Lacroix      | GLP  | 51,16    |

Finale: 20. August

#### 800 m
| Platz | Athlet             | Land | Zeit (min) |
| ----- | ------------------ | ---- | ---------- |
| 1     | Jonah Koech        | USA  | 1:45,87    |
| 2     | Handal Roban       | VIN  | 1:47,03    |
| 3     | Brannon Kidder     | USA  | 1:47,63    |
| 4     | Ryan Sánchez       | PUR  | 1:47,66    |
| 5     | Robert Heppenstall | CAN  | 1:52,36    |

20. August

#### 1500 m
| Platz | Athlet                      | Land | Zeit (min) |
| ----- | --------------------------- | ---- | ---------- |
| 1     | Eric Holt                   | USA  | 3:37,62 CR |
| 2     | Joshua Thompson             | USA  | 3:37,88    |
| 3     | Charles Philibert-Thiboutot | CAN  | 3:37,91    |
| aW    | John Gregorek               | USA  | 3:38,04    |
| 4     | Cameron Proceviat           | CAN  | 3:40,99    |
| aW    | Kieran Lumb                 | CAN  | 3:43.73    |
| 5     | José Eduardo Rodriguez      | MEX  | 3:46,60    |
| 6     | Carlos Vilches              | PUR  | 3:50,97    |
| 7     | Orlando Cuevas              | MEX  | 3:52,06    |
| 8     | Dage Minors                 | BER  | 3:55,09    |
| 9     | Cesar Enrique Peraza        | ESA  | 3:57,39    |
| 10    | Daísnel Barbán              | CUB  | 3:58,61    |
| aW    | Robert Heppenstall          | CAN  | 3:59,31    |
| 11    | Ryan Outerbridge            | BER  | 4:03,00    |

21. August

#### 5000 m
| Platz | Athlet          | Land | Zeit (min) |
| ----- | --------------- | ---- | ---------- |
| 1     | William Kincaid | USA  | 14:48,58   |
| 2     | Thomas Fafard   | CAN  | 14:49,91   |
| 3     | Kieran Lumb     | CAN  | 14:50,06   |
| 4     | Emmanuel Bor    | USA  | 14:53,33   |
| 5     | Orlando Cuevas  | MEX  | 14:59,76   |
| aW    | Ehab El-Sandali | CAN  | 14:59,81   |

20. August

#### 10.000 m
| Platz | Athlet           | Land | Zeit (min)  |
| ----- | ---------------- | ---- | ----------- |
| 1     | Sean McGorty     | USA  | 29:23,77 CR |
| 2     | Dillon Maggard   | USA  | 29:33,57    |
| 3     | Andrew Alexander | CAN  | 29:33,73    |
| 4     | Arnaldo Martinez | PUR  | 31:21,88    |

19. August

#### 110 m Hürden
| Platz | Athlet             | Land | Zeit (s) |
| ----- | ------------------ | ---- | -------- |
| 1     | Freddie Crittenden | USA  | 13,00 CR |
| 2     | Jamal Britt        | USA  | 13,08    |
| 3     | Orlando Bennett    | JAM  | 13,18    |
| 4     | Shane Brathwaite   | BAR  | 13,42    |
| 5     | Kenny Fletcher     | GLP  | 13,81    |
| 6     | Xavier Coakley     | BAH  | 13,85    |
| 7     | Ulric Portier      | GLP  | 14,38    |
|       | Joseph Daniels     | CAN  | DNF      |

20. August
Wind: +0,3 m/s

#### 400 m Hürden
| Platz | Athlet              | Land | Zeit (s) |
| ----- | ------------------- | ---- | -------- |
| 1     | Kyron McMaster      | IVB  | 47,34 CR |
| 2     | Khallifah Rosser    | USA  | 47,59    |
| 3     | CJ Allen            | USA  | 48,23    |
| 4     | Gerald Drummond     | CRC  | 48,88    |
| 5     | Shawn Rowe          | JAM  | 49,05    |
| 6     | Lázaro T. Rodríguez | CUB  | 50,09    |
| 7     | Joshua Adhemar      | CAN  | 52,48    |
| 8     | Shakeem Hall-Smith  | BAH  | 52,49    |

Finale: 21. August

#### 3000 m Hindernis
| Platz | Athlet               | Land | Zeit (min) |
| ----- | -------------------- | ---- | ---------- |
| 1     | Evan Jager           | USA  | 8:22,55 CR |
| 2     | Duncan Hamilton      | USA  | 8:31,19    |
| 3     | Jean-Simon Desgagnés | CAN  | 8:33,25    |
| aW    | Anthony Rotich       | USA  | 8:33,67    |
| 4     | Victor Ortiz-Rivera  | PUR  | 8:35,73    |
| 5     | Ryan Smeeton         | CAN  | 8:54,46    |
| 6     | César Gómez          | MEX  | 9:00,33    |
| 7     | Erick Cayetano       | MEX  | 9:20,29    |

21. August

#### 4 × 100 m Staffel
| Platz | Land                    | Athleten                                                               | Zeit (s) |
| ----- | ----------------------- | ---------------------------------------------------------------------- | -------- |
| 1     | Vereinigte Staaten      | Lawrence Johnson Brandon Carnes Isiah Young Kyree King                 | 38,29    |
| 2     | Trinidad und Tobago     | Jerod Elcock Eric Harrison Jr. Asa Guevara Kyle Greaux                 | 38,94    |
| 3     | Jamaika                 | Ackeem Blake Andrew Hudson Kadrian Goldson Jazeel Murphy               | 38,94    |
| 4     | Bahamas                 | Antoine Andrews Ian Kerr Carlos Brown Jr. Wanya McCoy                  | 39,42    |
| 5     | Guadeloupe              | Aymeric Fermely Chrysley Appatore Ulric Portier Kenny Fletcher         | 41,62    |
| 6     | Turks- und Caicosinseln | Courtney Missick Ifeanyichukwu Otuonye Angelo Garland Aleiandio Durham | 41,91    |

21. August

#### 4 × 400 m Staffel
| Platz | Land               | Athleten                                                      | Zeit (min) |
| ----- | ------------------ | ------------------------------------------------------------- | ---------- |
| 1     | Vereinigte Staaten | Quincy Hall Ismail Turner Khallifah Rosser Bryce Deadmon      | 3:01,79    |
| 2     | Jamaika            | Demish Gaye Karayme Bartley Javon Francis Christopher Taylor  | 3:05,47    |
| 3     | Bahamas            | Kinard Rolle Alonzo Russell Shakeem Hall-Smith Wendell Miller | 3:06,21    |

21. August

#### 20.000 m Bahngehen
| Platz | Athlet            | Land | Zeit (h)      |
| ----- | ----------------- | ---- | ------------- |
| 1     | José Ortiz        | GUA  | 1:26:21,08 CR |
| 2     | Evan Dunfee       | CAN  | 1:27:17,91    |
| 3     | Erick Barrondo    | GUA  | 1:28:32,19    |
| 4     | Noel Chama        | MEX  | 1:31:50,18    |
| 5     | Dan Nehnevaj      | USA  | 1:42:40,56    |
| 6     | Jordan Crawford   | USA  | 1:49:15,32    |
|       | Ronaldo Hernández | CUB  | DNF           |
|       | Nick Christie     | USA  | DNF           |
|       | Emmanuel Corvera  | USA  | DSQ           |

20. August

#### Hochsprung
| Platz | Athlet             | Land | Höhe (m) |
| ----- | ------------------ | ---- | -------- |
| 1     | Luis Enrique Zayas | CUB  | 2,25     |
| 1     | Django Lovett      | CAN  | 2,25     |
| 3     | Donald Thomas      | BAH  | 2,25     |
| 4     | Dontavious Hill    | USA  | 2,22     |
| 5     | Lushane Wilson     | JAM  | 2,19     |
| 6     | Shaun Miller Jr.   | BAH  | 2,19     |
| 7     | Marcus Gelpi       | PUR  | 2,16     |
| 8     | Luis Castro        | PUR  | 2,16     |
| 9     | Kyle Rollins       | USA  | 2,05     |
| 10    | Nishorn Pierre     | GRN  | 2,05     |

20. August

#### Stabhochsprung
| Platz | Athlet             | Land | Höhe (m) |
| ----- | ------------------ | ---- | -------- |
| 1     | Eduardo Nápoles    | CUB  | 5,25     |
| 2     | Luke Winder        | USA  | 5,05     |
|       | Christian Higueros | GUA  | NM       |
|       | Andrew Irwin       | USA  | NM       |

21. August

#### Weitsprung
| Platz | Athlet                      | Land | Weite (m) |
| ----- | --------------------------- | ---- | --------- |
| 1     | William Williams            | USA  | 7,89      |
| 2     | Tajay Gayle                 | JAM  | 7,81      |
| 3     | Shawn-D Thompson            | JAM  | 7,75      |
| 4     | LaQuan Nairn                | BAH  | 7,75      |
| 5     | Tristan James               | DMA  | 7,70      |
| 6     | Holland Martin              | BAH  | 7,67      |
| 7     | Ifeanyichukwu Otuonye       | TKS  | 7,47      |
| 8     | Michael Williams            | PUR  | 7,32      |
| 9     | Rayvon Grey                 | USA  | 7,21      |
| 10    | Kizan David                 | SKN  | 7,19      |
| 11    | Nicolas Allen Arriola Green | GUA  | 6,96      |

Finale: 21. August

#### Dreisprung
| Platz | Athlet              | Land | Weite (m) |
| ----- | ------------------- | ---- | --------- |
| 1     | Chris Benard        | USA  | 16,40     |
| 2     | Jah-Nhai Perinchief | BER  | 15,89     |
| 3     | Taeco O’Garro       | ANT  | 15,70     |
| 4     | Kaiwan Culmer       | BAH  | 15,55     |
| 5     | Fernando Reyes      | ESA  | 14,60     |
| 6     | Tristen Hanna       | BAH  | 13,87     |

19. August

#### Kugelstoßen
| Platz | Athlet               | Land | Weite (m) |
| ----- | -------------------- | ---- | --------- |
| 1     | Roger Steen          | USA  | 20,78     |
| 2     | Adrian Piperi        | USA  | 20,76     |
| 3     | O’Dayne Richards     | JAM  | 20,05     |
| 4     | Eldred Henry         | IVB  | 18,78     |
| 5     | Zack Short           | HON  | 18,66     |
| 6     | Rickssen Opont       | HAI  | 18,07     |
| 7     | Juan Vázquez         | CUB  | 17,99     |
| 8     | Akeem Stewart        | TTO  | 17,96     |
| 9     | Jorge Luis Contreras | PUR  | 17,17     |

19. August

#### Diskuswurf
| Platz | Athlet              | Land | Weite (m) |
| ----- | ------------------- | ---- | --------- |
| 1     | Traves Smikle       | JAM  | 62,89     |
| 2     | Fedrick Dacres      | JAM  | 62,79     |
| 3     | Mario Díaz          | CUB  | 62,13     |
| 4     | Andrew Evans        | USA  | 61,09     |
| 5     | Dallin Shurts       | USA  | 56,36     |
| 6     | Zack Short          | HON  | 50,52     |
| 7     | Abel Amstrong Gilet | HAI  | 47,68     |

21. August

#### Hammerwurf
| Platz | Athlet            | Land | Weite (m) |
| ----- | ----------------- | ---- | --------- |
| 1     | Rudy Winkler      | USA  | 78,29 CR  |
| 2     | Daniel Haugh      | USA  | 76,38     |
| 3     | Rowan Hamilton    | CAN  | 74,36     |
| 4     | Adam Keenan       | CAN  | 74,24     |
| 5     | Yasmani Fernández | CUB  | 72,92     |
| 6     | Jerome Vega       | PUR  | 70,17     |
| 7     | Rickssen Opont    | HAI  | 56,66     |

20. August

#### Speerwurf
| Platz | Athlet              | Land | Weite (m) |
| ----- | ------------------- | ---- | --------- |
| 1     | Curtis Thompson     | USA  | 84,23 CR  |
| 2     | Keshorn Walcott     | TTO  | 83,94     |
| 3     | Ethan Dabbs         | USA  | 81,43     |
| 4     | Keyshawn Strachan   | BAH  | 75,83     |
| 5     | Elvis Graham        | JAM  | 71,73     |
| 6     | Luis Mario Taracena | GUA  | 67,70     |

20. August

### Frauen

#### 100 m
| Platz | Athletin           | Land | Zeit (s) |
| ----- | ------------------ | ---- | -------- |
| 1     | Shericka Jackson   | JAM  | 10,83 CR |
| 2     | Celera Barnes      | USA  | 11,10    |
| 3     | Natasha Morrison   | JAM  | 11,11    |
| 4     | Javianne Oliver    | USA  | 11,21    |
| 5     | Michelle-Lee Ahye  | TTO  | 11,23    |
| 6     | Crystal Emmanuel   | CAN  | 11,25    |
| 7     | Yunisleydis García | CUB  | 11,30    |
| 8     | Khamica Bingham    | CAN  | 11,44    |

Finale: 20. August
Wind: −0,1 m/s

#### 200 m
| Platz | Athletin         | Land | Zeit (s) |
| ----- | ---------------- | ---- | -------- |
| 1     | Brittany Brown   | USA  | 22,35 CR |
| 2     | TyNia Gaither    | BAH  | 22,41    |
| 3     | A’Keyla Mitchell | USA  | 22,53    |
| 4     | Natalliah Whyte  | JAM  | 22,65    |
| 5     | Mauricia Prieto  | TTO  | 23,49    |
| 6     | Ashley Williams  | JAM  | 23,75    |
| 7     | Amanda Crawford  | GRN  | 23,91    |
|       | Reyare Thomas    | TTO  | DNF      |

Finale: 21. August
Wind: +0,3 m/s

#### 400 m
| Platz | Athletin                | Land | Zeit (s) |
| ----- | ----------------------- | ---- | -------- |
| 1     | Shaunae Miller-Uibo     | BAH  | 49,40 CR |
| 2     | Sada Williams           | BAR  | 49,86    |
| 3     | Stephenie Ann McPherson | JAM  | 50,36    |
| 4     | Roxana Gómez            | CUB  | 51,31    |
| 5     | Natassha McDonald       | CAN  | 51,51    |
| 6     | Junelle Bromfield       | JAM  | 51,51    |
| 7     | Gabby Scott             | PUR  | 52,18    |
| 8     | Kyra Constantine        | CAN  | 52,29    |

Finale: 20. August

#### 800 m
| Platz | Athletin        | Land | Zeit (min) |
| ----- | --------------- | ---- | ---------- |
| 1     | Ajee Wilson     | USA  | 1:58,47    |
| 2     | Allie Wilson    | USA  | 1:58,48    |
| 3     | Adelle Tracey   | JAM  | 1:59,54    |
| 4     | Jazz Shukla     | CAN  | 2:02,65    |
| 5     | Daily Cooper    | CUB  | 2:04,81    |
| 6     | Aziza Ayoub     | PUR  | 2:05,45    |
| 7     | Sonia Gaskin    | BAR  | 2:07,35    |
| 8     | Julianne Labach | CAN  | 2:11,38    |

20. August

#### 1500 m
| Platz | Athletin               | Land | Zeit (min) |
| ----- | ---------------------- | ---- | ---------- |
| 1     | Heather MacLean        | USA  | 4:04,53 CR |
| 2     | Adelle Tracey          | JAM  | 4:08,42    |
| 3     | Helen Schlachtenhaufen | USA  | 4:10,43    |
| 4     | Regan Yee              | CAN  | 4:12,54    |
| 5     | Erin Teschuk           | CAN  | 4:12,76    |
| 6     | Angelín Figueroa       | PUR  | 4:17,68    |
| aW    | Addy Townsend          | CAN  | 4:24,41    |

21. August

#### 5000 m
| Platz | Athletin         | Land | Zeit (min)  |
| ----- | ---------------- | ---- | ----------- |
| 1     | Natosha Rogers   | USA  | 15:11,68 CR |
| 2     | Fiona O’Keeffe   | USA  | 15:15,13    |
| aW    | Eleanor Fulton   | USA  | 15:50,31    |
| 3     | Rebecca Bassett  | CAN  | 16:15,95    |
| 4     | Gracelyn Larkin  | CAN  | 16:32,07    |
| 5     | Anisleidis Ochoa | CUB  | 16:55,66    |

19. August

#### 10.000 m
| Platz | Athletin          | Land | Zeit (min)  |
| ----- | ----------------- | ---- | ----------- |
| 1     | Stephanie Bruce   | USA  | 33:12,42 CR |
| 2     | Emily Lipari      | USA  | 33:54,61    |
| 3     | Beverly Ramos     | PUR  | 35:01,33    |
| 4     | Paola Ramos       | PUR  | 36:22,33    |
| 5     | Yumileydis Mestre | CUB  | 39:48,55    |

20. August

#### 100 m Hürden
| Platz | Athletin           | Land | Zeit (s) |
| ----- | ------------------ | ---- | -------- |
| 1     | Alaysha Johnson    | USA  | 12,62    |
| 2     | Megan Tapper       | JAM  | 12,68    |
| 3     | Devynne Charlton   | BAH  | 12,71    |
| 4     | Tonea Marshall     | USA  | 12,75    |
| 5     | Michelle Harrison  | CAN  | 13,05    |
| 6     | Paola Vázquez      | PUR  | 13,44    |
| 7     | Greisys Roble      | CUB  | 13,63    |
| 8     | Dalhiana Rouvillon | GLP  | 14,00    |

20. August
Wind: −0,8 m/s

#### 400 m Hürden
| Platz | Athletin        | Land | Zeit (s) |
| ----- | --------------- | ---- | -------- |
| 1     | Shiann Salmon   | JAM  | 54,22    |
| 2     | Janieve Russell | JAM  | 54,87    |
| 3     | Cassandra Tate  | USA  | 55,62    |
| 4     | Grace Claxton   | PUR  | 56,37    |
| 5     | Deonca Bookman  | USA  | 57,30    |
| 6     | Daniela Rojas   | CRC  | 58,46    |
| 7     | Noelle Montcalm | CAN  | 58,84    |
|       | Ashantie Carr   | BIZ  | DSQ      |

21. August

#### 3000 m Hindernis
| Platz | Athletin              | Land | Zeit (min) |
| ----- | --------------------- | ---- | ---------- |
| 1     | Gabrielle Jennings    | USA  | 9:34,36 CR |
| 2     | Katie Rainsberger     | USA  | 9:40,74    |
| aW    | Carmen Graves         | USA  | 9:44,68    |
| 3     | Regan Yee             | CAN  | 9:54,92    |
| 4     | Grace Fetherstonhaugh | CAN  | 9:59,65    |
| aW    | Jessica Furlan        | CAN  | 10:13,32   |
| 5     | Alondra Negrón        | PUR  | 10:35,96   |

19. August

#### 4 × 100 m Staffel
| Platz | Land                | Athletinnen                                                           | Zeit (s) |
| ----- | ------------------- | --------------------------------------------------------------------- | -------- |
| 1     | Vereinigte Staaten  | Javianne Oliver Teahna Daniels Morolake Akinosun Celera Barnes        | 42,35    |
| 2     | Bahamas             | Printassia Johnson Anthonique Strachan Devynne Charlton TyNia Gaither | 43,34    |
| 3     | Jamaika             | Natalliah Whyte Natasha Morrison Briana Williams Megan Tapper         | 43,39    |
| 4     | Trinidad und Tobago | Khalifa St. Fort Mauricia Prieto Reyare Thomas Shaniqua Bascombe      | 43,81    |
| 5     | Kuba                | Laura Moreira Enis Pérez Greisys Roble Yunisleydis García             | 44,46    |

21. August

#### 4 × 400 m Staffel
| Platz | Land               | Athletinnen                                                         | Zeit (min) |
| ----- | ------------------ | ------------------------------------------------------------------- | ---------- |
| 1     | Vereinigte Staaten | Kaylin Whitney Kyra Jefferson A’Keyla Mitchell Jaide Stepter Baynes | 3:23,54 CR |
| 2     | Jamaika            | Andrenette Knight Junelle Bromfield Shiann Salmon Janieve Russell   | 3:26,32    |

21. August

#### 20.000 m Bahngehen
| Platz | Athletin            | Land | Zeit (h)   |
| ----- | ------------------- | ---- | ---------- |
| 1     | Mirna Ortíz         | GUA  | 1:40:04,78 |
| 2     | Robyn Stevens       | USA  | 1:40:47,16 |
| 3     | Maria Michta-Coffey | USA  | 1:42:14,32 |
| aW    | Stephanie Casey     | USA  | 1:44:07,48 |
| 4     | Yuniabel Contreras  | CUB  | 1:57:27,51 |
|       | Miranda Melville    | USA  | DSQ        |

20. August

#### Hochsprung
| Platz | Athletin              | Land | Höhe (m) |
| ----- | --------------------- | ---- | -------- |
| 1     | Vashti Cunningham     | USA  | 1,92 CR  |
| 2     | Rachel Glenn          | USA  | 1,84     |
| 3     | Ximena Esquivel       | MEX  | 1,81     |
| 4     | Sakari Famous         | BER  | 1,78     |
| 5     | Claudina Díaz         | MEX  | 1,78     |
| 6     | Kimberly Williamson   | JAM  | 1,75     |
| 6     | Barbara Bitchoka      | CAN  | 1,75     |
| 8     | Yashira Rhymer-Stuart | ISV  | 1,65     |
|       | Dacsy Brisón          | CUB  | NM       |

19. August

#### Stabhochsprung
| Platz | Athletin         | Land | Höhe (m) |
| ----- | ---------------- | ---- | -------- |
| 1     | Alina McDonald   | USA  | 4,50     |
| 2     | Emily Grove      | USA  | 4,40     |
| 3     | Rachel Hyink     | CAN  | 4,20     |
| 4     | Aslín Quiala     | CUB  | 4,00     |
| 5     | Viviana Quintana | PUR  | 4,00     |
| 6     | Robin Bone       | CAN  | 4,00     |
| 7     | Diamara Planell  | PUR  | 3,90     |
|       | Andrea Velasco   | ESA  | NM       |

20. August

#### Weitsprung
| Platz | Athlet                | Land | Weite (m) |
| ----- | --------------------- | ---- | --------- |
| 1     | Quanesha Burks        | USA  | 6,75      |
| 2     | Christabel Nettey     | CAN  | 6,46      |
| 3     | Chanice Porter        | JAM  | 6,43      |
| 4     | Thea LaFond           | DMA  | 6,34      |
| 5     | Paola Fernández       | PUR  | 6,31      |
| 6     | Tiffany Flynn         | USA  | 6,27      |
| 7     | Alysbeth Félix        | PUR  | 6,24      |
| 8     | Thelma Nohemí Fuentes | GUA  | 5,85      |
| 9     | Ashantie Carr         | BIZ  | 5,53      |

20. August

#### Dreisprung
| Platz | Athletin              | Land | Weite (m) |
| ----- | --------------------- | ---- | --------- |
| 1     | Thea LaFond           | DMA  | 14,49 CR  |
| 2     | Keturah Orji          | USA  | 14,32     |
| 3     | Davisleydi Velazco    | CUB  | 14,08     |
| 4     | Tamara Myers          | BAH  | 13,69     |
| 5     | Arianna Fisher        | USA  | 12,96     |
| 6     | Thelma Nohemí Fuentes | GUA  | 12,62     |

21. August

#### Kugelstoßen
| Platz | Athletin            | Land | Weite (m) |
| ----- | ------------------- | ---- | --------- |
| 1     | Sarah Mitton        | CAN  | 20,15 CR  |
| 2     | Jessica Woodard     | USA  | 18,82     |
| 3     | Jessica Ramsey      | USA  | 18,74     |
| 4     | Lloydricia Cameron  | JAM  | 16,42     |
| 5     | Layselys R. Jiménez | CUB  | 16,10     |
| 6     | Maia Campbell       | ISV  | 14,24     |
| 7     | Priscilla Fonds     | GLP  | 12,48     |

21. August

#### Diskuswurf
| Platz | Athletin               | Land | Weite (m) |
| ----- | ---------------------- | ---- | --------- |
| 1     | Laulauga Tausaga       | USA  | 63,18 CR  |
| 2     | Denia Caballero        | CUB  | 61,86     |
| 3     | Rachel Dincoff         | USA  | 61,56     |
| 4     | Silinda Oneisi Morales | CUB  | 60,73     |
| 5     | Samantha Hall          | JAM  | 57,70     |
| 6     | Tiara Derosa           | BER  | 46,42     |
| 7     | Lalenii Grant          | TTO  | 43,97     |

19. August

#### Hammerwurf
| Platz | Athletin           | Land | Weite (m) |
| ----- | ------------------ | ---- | --------- |
| 1     | Janee' Kassanavoid | USA  | 71,51     |
| 2     | Brooke Andersen    | USA  | 68,66     |
| 3     | Jillian Weir       | CAN  | 66,20     |
| 4     | Yaritza Martínez   | CUB  | 62,89     |
| 5     | Kaila Butler       | CAN  | 60,73     |
| 6     | Tahjnee Thurston   | BAH  | 54,86     |

19. August

#### Speerwurf
| Platz | Athletin          | Land | Weite (m) |
| ----- | ----------------- | ---- | --------- |
| 1     | Kara Winger       | USA  | 64,68 CR  |
| 2     | Ariana Ince       | USA  | 59,69     |
| 3     | Rhema Otabor      | BAH  | 57,91     |
| 4     | Coralys Ortiz     | PUR  | 55,68     |
| 5     | Elizabeth Gleadle | CAN  | 55,56     |
| 6     | Sophia Rivera     | PUR  | 49,63     |
| 7     | Priscilla Fonds   | GLP  | 40,19     |

21. August

### Mixed

#### 4 × 400 m Staffel
| Platz | Land               | Athleten                                                         | Zeit (min) |
| ----- | ------------------ | ---------------------------------------------------------------- | ---------- |
| 1     | Vereinigte Staaten | Quincy Hall Jaide Stepter Baynes Ismail Turner Kaylin Whitney    | 3:12,05    |
| 2     | Jamaika            | Demish Gaye Junelle Bromfield Karayme Bartley Andrenette Knight  | 3:14,08    |
| 3     | Kuba               | Reinier Pintado Roxana Gómez Lázaro T. Rodríguez lisneidy Veitía | 3:20,35    |
| 4     | Guadeloupe         | Aymeric Fermely Dalhiana Rouvillon Tamara Guerrier Allan Lacroix | 3:33,61    |

20. August